# بيلي هال
بيلي هال (بالإنجليزية: Billy Hall) هو ناشر وصحفي ومصرفي وسياسي أمريكي، ولد في 20 أغسطس 1940 في لاريدو في الولايات المتحدة، وتوفي في 19 فبراير 2002 بسبب قصور القلب. حزبياً، نشط في الحزب الديمقراطي. وقد انتخب عضو مجلس نواب تكساس.